# Marcel Lagorce
Pour les articles homonymes, voir Lagorce.
Antoine Marcel Lagorce, né le 14 juin 1932 à Ussel (Corrèze) et mort le 11 mai 2023 à Limoges, est un trompettiste français.

## Biographie
Marcel Lagorce est admis en septembre 1951 au Conservatoire national supérieur de musique de Paris ; il attend sur un banc dans la cour, alors qu'est assis à côté de lui un certain Maurice André.
Il obtient un 1er prix de cornet en 1954 puis un 1er prix de trompette en 1955.
En 1956, entre à la musique de la Garde Républicaine.
De 1957 à 1967 il est trompettiste soliste à l'orchestre radio symphonique, qui deviendra l'orchestre philharmonique de l'ORTF. 
De 1967 à 1993 il est trompettiste soliste à l'Orchestre de Paris.
Il a été membre du quintette de cuivres Ars Nova fondé en 1964 par Georges Barboteu (cor) avec Bernard Jeannoutot (trompette), Camille Verdier (trombone) et Elie Raynaud au (tuba).
En 1978 il prend l'intérim de Maurice André au Conservatoire national supérieur de musique et de danse de Paris, et y professe jusqu'en 1988. Il prodigue un enseignement ouvert du cornet à pistons et de la trompette. Parmi ses élèves figurent notamment : Frédéric Mellardi (trompette solo de l'Orchestre de Paris), Pascal Vigneron (professeur à l'École Normale de Musique, Hervé Noel (professeur au Conservatoire de Bruxelles), Michel Barre, André Chpélitch, Marc Bauer (trompette solo de l'Orchestre National de France), Thierry Amiot.
Depuis 1994, il fait partie de l'Harmonie municipale de Limoges, où il joue d'abord du cor puis du tuba.
On lui doit plusieurs publications et méthodes pour l'apprentissage de la trompette qui sont largement utilisées aujourd'hui dans les conservatoires et écoles de musique.

## Discographie
Marcel Lagorce avait un jeu très proche de son ami Maurice André. Les deux hommes étaient très soudés. Aussi, chaque fois que Maurice André avait besoin d'un deuxième trompette avec lui, Marcel Lagorce était généralement là.
C'est donc naturellement pour la maison de disques Erato que Marcel Lagorce a travaillé. Il est présent dans quantités de pièces d'orchestre et de concertos au côté de Maurice André, avec l'Orchestre de chambre Jean-François Paillard. Plusieurs de ces enregistrements ont eu le grand prix du disque et restent une référence : les suites de J S Bach, Water Music de Haendel, le concerto pour deux trompettes de Vivaldi.
Au total, Marcel Lagorce a participé à plus de 60 enregistrements[réf. nécessaire].

## Dans la culture
Le trompettiste Marcel Lagorce interprète un des titres de la bande originale du long métrage à succès Le cave se rebiffe réalisé par Gilles Grangier en 1961. Cette séquence instrumentale aux airs aériens, est intitulée Cavatine et dure un peu moins de deux minutes, quand Jean Gabin se rend sur l'hippodrome d'Hyères pour faire un tour de piste en sulky. Pour le magazine Télé Loisirs, Le Cave se rebiffe est « l'un des meilleurs dialogues signés par Michel Audiard, au service de comédiens qui étaient de vieux complices. La bonne humeur qui a régné lors du tournage de ce film est très rapidement partagée par les spectateurs ».